# Claus Holm
Claus Holm, eigentlich Helmut Gerhard Ozygus, (* 4. August 1918 in Bochum; † 21. September 1996 in Berlin) war ein deutscher Schauspieler.

## Leben
Claus Holm war unter anderem drei Jahre lang Bergmann und wurde 1937 Boxmeister. Zur Schauspielerei kam er Mitte der 1940er Jahre in Berlin. Nach Kriegsende baute er das Altmärkische Theater in Salzwedel mit auf und stand bald auch für die DEFA vor der Kamera. Das 1947 entstandene Filmdrama Ehe im Schatten von Kurt Maetzig zählte er selbst zu seinen wichtigsten Filmen. Daneben spielte er am Theater am Schiffbauerdamm.
Im Jahr 1953 flüchtete Holm aus der DDR in den Westen, wo er bald wieder Theater spielte, und gehörte seit der Intendanz von Boleslaw Barlog dem Ensemble der Staatlichen Schauspielbühnen Berlin an. In dieser Zeit war er auch ein gefragter Filmschauspieler. So spielte er in den 1950er Jahren in einigen Heimatfilmen. 1957 verkörperte Holm den Kommissar Axel Kersten in dem für einen Oscar nominierten Film Nachts, wenn der Teufel kam und stand 1959 für Fritz Langs Neuverfilmungen von Der Tiger von Eschnapur und Das indische Grabmal vor der Kamera. Auch in drei Edgar-Wallace-Filmen wirkte er mit.
Ab Mitte der 1960er Jahre spielte Holm hauptsächlich Theater. Im Fernsehen war er 1966 in der deutschen Science-Fiction-Fernsehserie Raumpatrouille Orion als Bordingenieur Hasso Sigbjörnson zu sehen. In der Zeit danach trat er nur noch in wenigen Filmen auf, darunter 1980 in Rainer Werner Fassbinders Fernsehverfilmung Berlin Alexanderplatz.

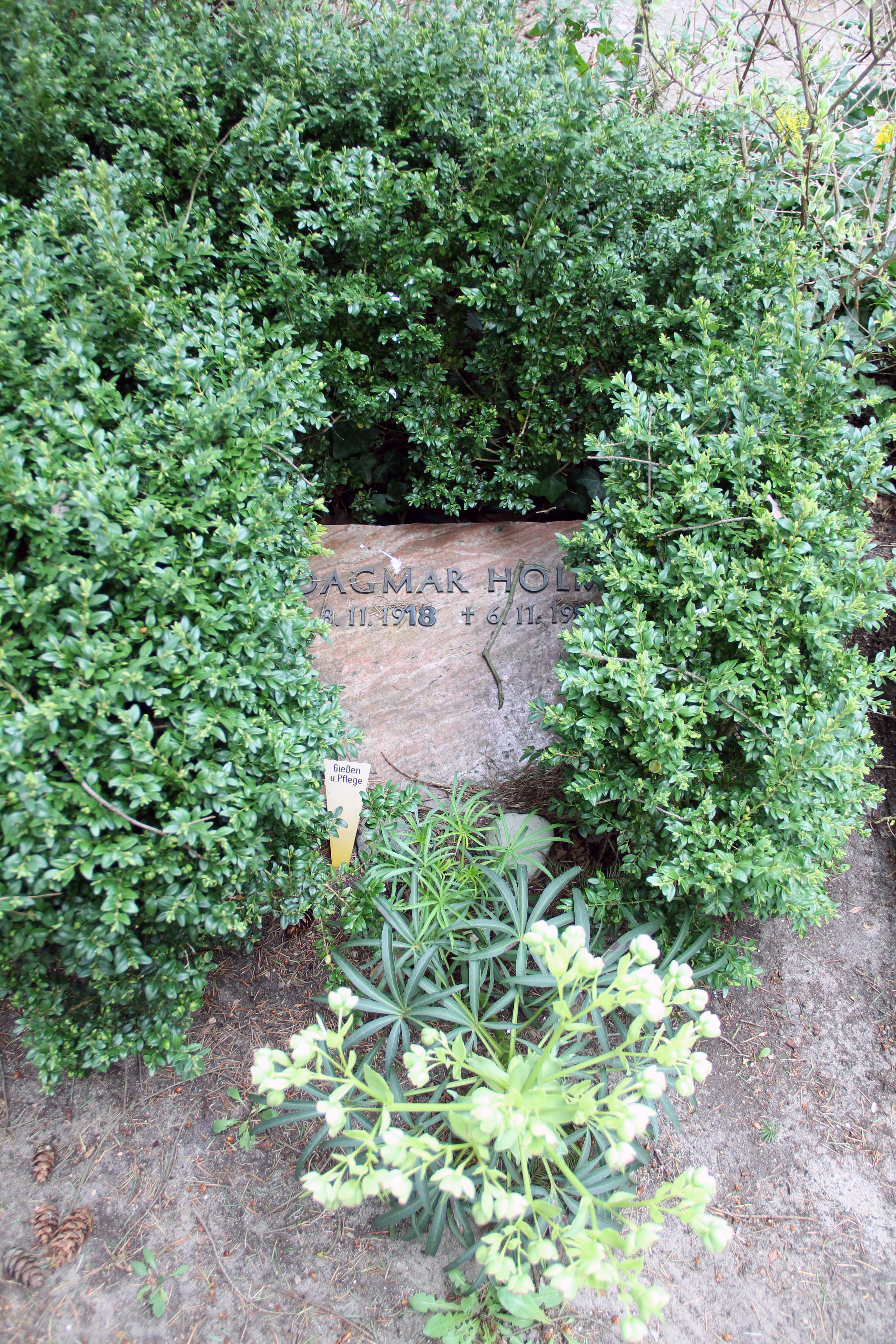
Grab des Ehepaars Holm auf dem Friedhof Heerstraße in Berlin-Westend

Claus Holm lebte zuletzt sehr zurückgezogen. Er starb am 21. September 1996 im Alter von 78 Jahren in Berlin. Beigesetzt wurde er neben seiner Frau, der Sängerin Dagmar Holm geb. Stech (1918–1988), auf dem landeseigenen Friedhof Heerstraße im heutigen Ortsteil Berlin-Westend (Grablage: 20-B-1a).

## Filmografie
- 1943: Floh im Ohr
- 1943: Das Bad auf der Tenne
- 1947: Razzia
- 1947: Ehe im Schatten
- 1948: Grube Morgenrot
- 1949: Quartett zu fünft
- 1950: Die lustigen Weiber von Windsor
- 1951: Das Beil von Wandsbek
- 1951: Zugverkehr unregelmäßig
- 1952: Sein großer Sieg
- 1954: Rittmeister Wronski
- 1954: Heideschulmeister Uwe Karsten
- 1955: Der Pfarrer von Kirchfeld
- 1955: Wenn die Alpenrosen blüh’n
- 1955: Zwei blaue Augen
- 1956: Waldwinter
- 1956: Der Glockengießer von Tirol
- 1956: Der Adler vom Velsatal
- 1956: … wie einst Lili Marleen
- 1956: Frucht ohne Liebe
- 1957: Flucht in die Tropennacht
- 1957: Für zwei Groschen Zärtlichkeit
- 1957: Die Lindenwirtin vom Donaustrand
- 1957: Nachts, wenn der Teufel kam
- 1958: … denn keiner ist ohne Sünde (Filles de nuit)
- 1958: Rivalen der Manege
- 1958: Das Mädchen vom Moorhof
- 1959: Der Tiger von Eschnapur
- 1959: Das indische Grabmal
- 1960: Im Namen einer Mutter
- 1961: Unter Ausschluß der Öffentlichkeit
- 1962: Eheinstitut Aurora
- 1963: Der Fluch der gelben Schlange
- 1964: Der Fall Jakubowski – Rekonstruktion eines Justizirrtums (TV)
- 1966: Der Fall der Generale
- 1966: Brennt Paris? (Paris brûle-t-il?)
- 1966: Raumpatrouille
- 1966: Le grand restaurant
- 1967: Der Mönch mit der Peitsche
- 1968: Sünde mit Rabatt
- 1968: Dynamit in grüner Seide
- 1968: Der Gorilla von Soho
- 1968: Der Senator
- 1972: Mit dem Strom
- 1978: Spiel der Verlierer
- 1979: Die Ehe der Maria Braun
- 1979: Die dritte Generation
- 1980: Berlin Alexanderplatz
- 1986: Didi – Der Untermieter
- 2003: Raumpatrouille Orion – Rücksturz ins Kino

## Theater (Auswahl)
- 1949: Arthur Miller Alle meine Söhne (Christian Keller) – Regie: Heinz Wolfgang Litten (Theater am Schiffbauerdamm Berlin)
- 1951: Herb Tank: Tanker Nebraska (1. Offizier) – Regie: Kurt Jung-Alsen (Theater am Schiffbauerdamm Berlin)
- 1952: Maxim Gorki: Die Feinde – Regie: Fritz Wisten (Theater am Schiffbauerdamm Berlin)

## Synchronisation
Als Synchronsprecher lieh er unter anderem Joseph Cotten (El Perdido), Gordon Jackson (Die besten Jahre der Miss Jean Brodie) und Michael Ripper (Die tödlichen Bienen) seine Stimme.

## Hörspiele
- 1952: Howard Fast: 30 Silberlinge – Regie: Günther Rücker (Berliner Rundfunk)